# Hajrhan járás
Hajrhan járás (mongol nyelven: Хайрхан сум) Mongólia Észak-Hangáj tartományának egyik járása. Területe 1200 km². Népessége kb. 3438 fő.
Székhelye Úbulan (Уубулан), mely 180 km-re fekszik Cecerleg tartományi székhelytől.